# Finsch (cràter)
Finsch és un cràter d'impacte de la Lluna relativament petit, situat al centre de la Mare Serenitatis.

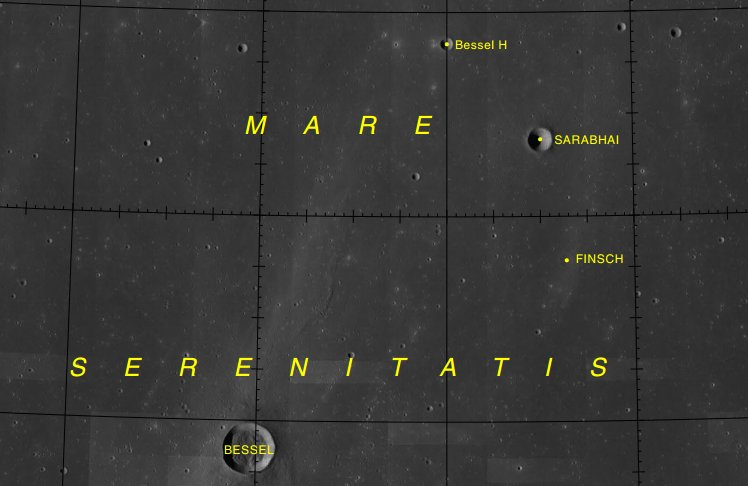
Localització de Finsch (centre dreta de la imatge)
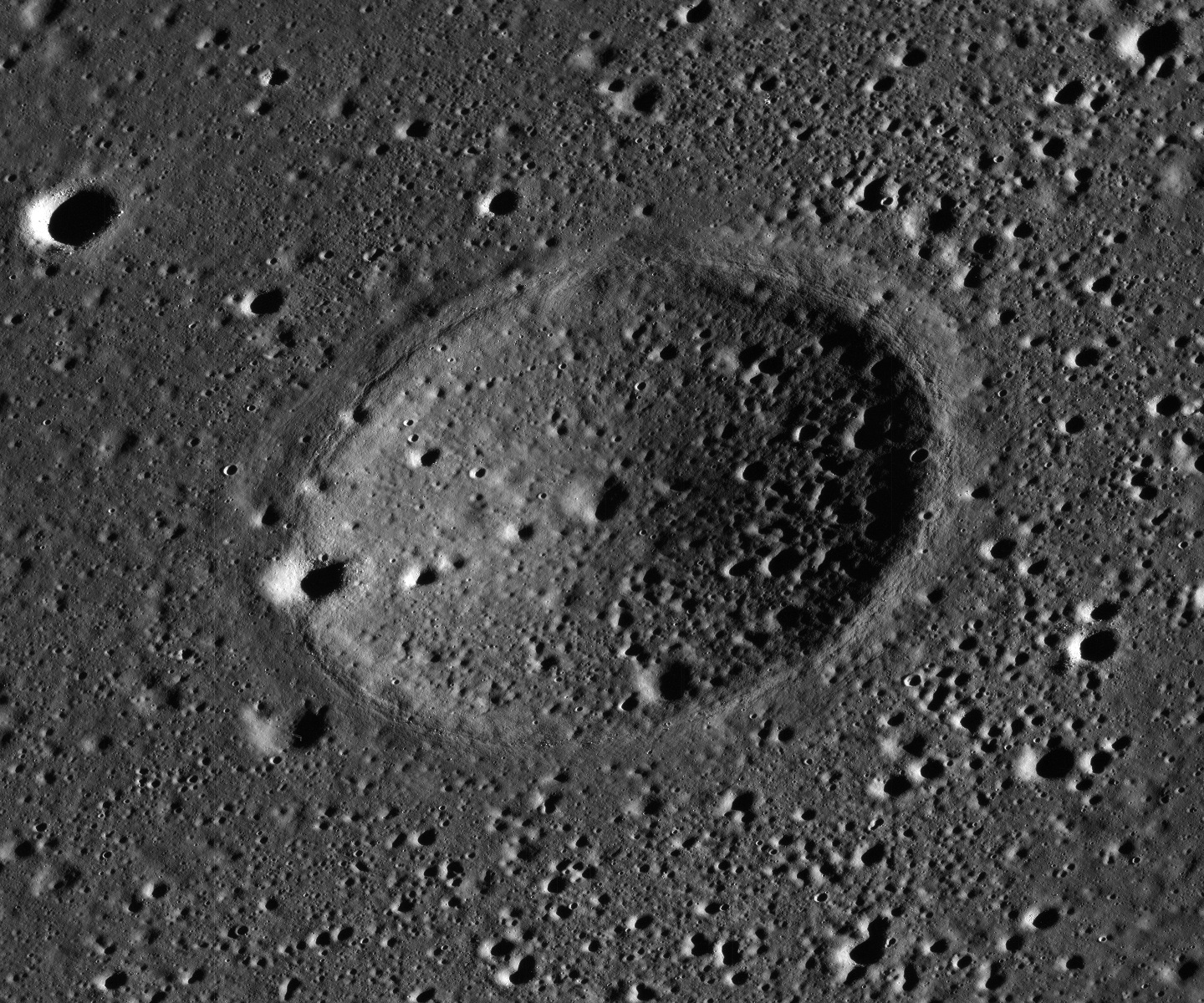
Vista obliqua de Finsch des de l'Apollo 17

Està completament recobert per la lava que va formar la mar lunar, donant lloc a un palimpsest inscrit a la plana. Es troba a sud-sud-est del cràter Sarabhai i a nord-est de Bessel.